# Пильщик березовий

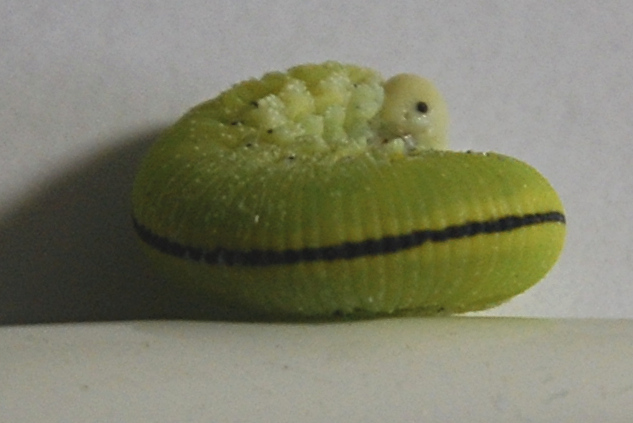
Личинка березового пильщика

Пильщик березовий (Cimbex femoratus) — вид перетинчастокрилих комах родини Цимбіциди (Cimbicidae). Шкідник берези.

## Поширення
Вид поширений в Європі, Сибіру, горах Середньої Азії, в Монголії, Японії. В Україні звичайний у Поліссі, Лісостепу, рідше у степу і Карпатах.

## Опис
Імаго завдовжки 16-29 мм, тіло чорне, блискуче, часто з буро-червоним або блідо-жовтим малюнком. Вусики з великої булавою. Задні ноги самців з роздутими стегнами і вигнутими гомілками. Крила прозорі із світлою коричневою перев'яззю по зовнішньому краю. Ноги чорні з рудуватою вершиною, у світлих форм в більшій частині або суцільно руді. Черевце суцільно чорне з глибокою білою виїмкою на першому тергіті, часто з буро-червоними кільцями або блідо-жовтими плямами.
Яйця трав'янисто-зелені, до 2,7 мм. Личинки до 45 мм, зелені, зі світло-жовтою головою і чорною поздовжньою смугою уздовж спини, покриті білими конусоподібними горбками. Личинки без слизу, з вісьмома парами ніг. Молоді покриті білим восковим нальотом. Лялечка білувата, в щільному бочкоподібному коконі коричневого кольору, завдовжки до 32 мм.

## Спосіб життя
Зимують еонімфи в коконах під лісовою підстилкою і у верхньому шарі ґрунту. Оляльковуються в першій половині травня. Частина личинок знаходиться діапаузі протягом одного року. Літ розтягнутий і триває з другої половини травня по серпень. Імаго додатково харчується соком берези, що виступає з кільцеподібних надрізів на корі гілок. На пошкоджених місцях згодом утворюються характерні кільцеподібні валики.
Після запліднення самка відкладає по одному яйцю в «кишеньки», зроблені в тканинах листя берези за допомогою яйцекладу. Плодючість — 100—120 яєць. Через 15-17 діб відроджуються личинки, які спочатку скелетують листя, а в старшому віці з'їдають м'якоть листа, залишаючи тільки товсті жилки. Личинки зустрічаються з другої половини червня до кінця вересня. Вони знаходяться з нижнього боку листя берези, згорнувшись кільцями. Випрямляються тільки під час харчування. Завершивши розвиток, заляльковуються в серпні-вересні під рослинними залишками або в поверхневому шарі ґрунту. За рік розвивається одна генерація.

## Підвиди
- Cimbex femoratus var. griffinii Leach, 1817
- Cimbex femoratus var. pallens Lepeletier, 1823
- Cimbex femoratus var. silvarum Fabricius, 1793
- Cimbex femoratus var. varians Leach, 1817